# Boîte quantique
Pour les articles homonymes, voir Boîte.

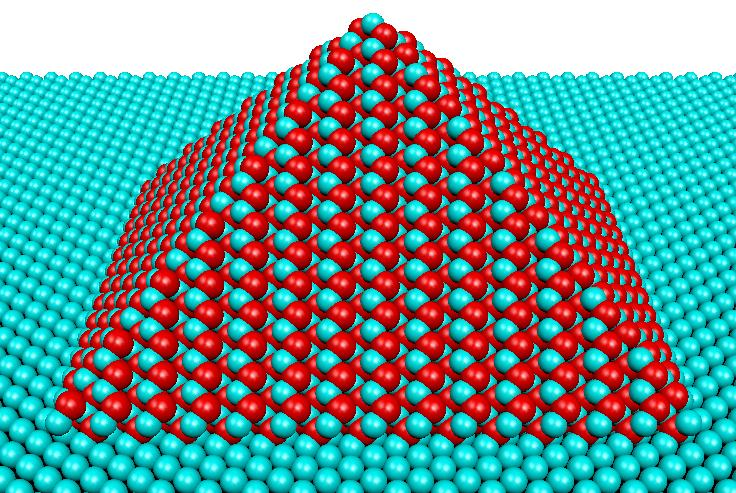
Vue idéalisée d'une boîte quantique pyramidale d'arséniure d'indium (InAs) sur de l'arséniure de gallium (GaAs).

Une boîte quantique ou point quantique, aussi connu sous son appellation anglophone de quantum dot, est une nanostructure cristalline de semi-conducteurs contenant seulement quelques centaines ou quelques milliers d'atomes. De par sa taille et ses caractéristiques, une boîte quantique se comporte comme un puits de potentiel qui confine les électrons (et les trous) dans les trois dimensions de l'espace, dans une région d'une taille de l'ordre de la longueur d'onde des électrons (longueur d'onde de De Broglie), soit quelques dizaines de nanomètres dans un semi-conducteur. Ce confinement donne aux boîtes quantiques des propriétés proches de celles d'un atome, raison pour laquelle elles sont parfois qualifiées d'« atomes artificiels ».
Les boîtes quantiques sont utilisées pour la fabrication de certains types d'écrans plats, de cellules photovoltaïques à haut rendement, de transistors à un électron, comme source de photons uniques ou de qubits. Elles sont aussi utilisées dans certaines techniques d'imagerie médicale par fluorescence.

## Histoire
Les travaux théoriques sur le confinement d'une particule dans une boîte datent du début de la physique quantique. Cependant, à cause de la très petite taille des structures théorisées, les applications expérimentales ne sont découvertes que dans les années 1980. Les boîtes quantiques sont identifiées pour la première fois dans une matrice de verre en 1981 par Alexeï Iekimov et Alexeï Onouchtchenko à l'Institut d'Optique Vavilov, et indépendamment, en 1983, dans une solution colloïdale par l'équipe de Louis Brus aux laboratoires Bell,. L'expression quantum dot apparaît pour la première fois dans un article rédigé par Mark Reed et al. en 1986.
En 1993, Christopher Murray, David Norris et Moungi Bawendi du MIT présentent une méthode permettant de synthétiser de façon beaucoup plus contrôlée des boîtes quantiques de tailles bien définies et avec de bonnes qualités optiques. Cette méthode ouvre la voie au développement de nombreuses applications pour les boîtes quantiques.
Le prix Nobel de chimie 2023 est décerné à Moungi Bawendi, Louis Brus et Alexeï Iekimov pour la découverte et la synthèse des boîtes quantiques.

## Fabrication
Les points quantiques peuvent être créés par plusieurs techniques telles que la synthèse colloïdale ou en utilisant des structures lithographiques. 
Un autre type de points quantiques est celui des points quantiques épitaxiaux créés, par exemple, par la technique de Stransky-Krastanov. L’idée consiste à faire croître une hétérostructure à partir de deux matériaux semi-conducteurs de largeurs de bande interdite différentes et présentant une légère différence de paramètre de maille. Le procédé a l'avantage de ne pas nécessiter de terres rares (contrairement à la plupart des technologies électroniques actuelles) et d'être beaucoup moins polluant à produire ou recycler que les batteries et écrans classiques utilisant les semi-conducteurs minéraux ; la production est en outre moins gourmande en énergie, les nano-boîtes disposant de la capacité naturelle à s'autoassembler comme le font les peptides des cellules vivantes.
Des atomes du même élément chimique, par exemple de l'indium, sont assemblés de façon à former un « minuscule monolithe ». Ce dernier est composé de cinq couches successives : semi-conducteur, couche isolante, atomes d'indium, couche céramique et coiffe métallique. Par la suite, un électron surnuméraire, piégé dans la structure, amène les atomes d'indium (s'ils sont peu nombreux) à former un « atome collectif ». Si des électrons surnuméraires sont piégés, des orbitales apparaissent. Dès lors, ce point quantique est « une sorte d'atome virtuel holographique qui obéit aux règles de la mécanique quantique ».

## Applications
Les chercheurs ont étudié leur application dans les transistors, l'amélioration des cellules de panneaux photovoltaïques, l'émission de différentes longueurs d'onde dans les LED (« diodes électroluminescentes  » ou QD-LED/QLED) ou encore pour la réalisation de lasers à semi-conducteurs performants à faible consommation d'énergie et compatibles avec des fonctionnements sans isolateur optique, ont été étudiés dans le cadre de travaux menés notamment par John E. Bowers et Frédéric Grillot, contribuant à l’avancement de l’intégration photonique sur silicium. Les points quantiques peuvent également trouver des applications en imagerie médicale, notamment pour le repérage ciblé de cellules cancéreuses, grâce à leurs propriétés de luminescence et leur capacité à être fonctionnalisés pour se fixer sélectivement à certains types cellulaires. Enfin, les points quantiques ont en outre une application dans l'informatique quantique où des qubits remplacent le système de 0 et 1.
Les nano-boîtes ont de nombreuses propriétés intéressantes : fluorescence dans le domaine visible (application possible pour la signalisation lumineuse de nuit, à chargement solaire le jour), électrochimie (captation d'ions, dépollution, production de médicaments), protection et transport intracellulaire des médicaments (solution alternative à l'utilisation de virus ou bactéries), applications cosmétiques, renforcement des tissus et de leur coloration, capture de charge (batteries), piézoélectricité (réalisation de capteurs de pression ou de mouvement, applications dans l'aéronautique), optique non linéaire (filtrage sélectif, optique correctrice médicale ou protectrice, imagerie médicale…).
Les points quantiques peuvent également être utilisés pour des expériences d'optique quantique. En combinaison avec des cavités optiques, ils peuvent être utilisés comme source de photons uniques.